# Fosse no 4 des mines de Lens
La fosse no 4 dite Saint-Louis ou Louis Bigo de la Compagnie des mines de Lens est un ancien charbonnage du Bassin minier du Nord-Pas-de-Calais, situé à Lens. Le fonçage commence en 1862, et la fosse commence à extraire à la fin de l'année 1864. De vastes cités sont bâties à l'ouest de la fosse, ainsi que des écoles. La fosse est détruite durant la Première Guerre mondiale. Elle est reconstruite suivant le style architectural des mines de Lens d'après-guerre, avec un chevalement métallique. Il en est de même pour les cités et les écoles. La fosse est endommagée durant la Seconde Guerre mondiale, à cause de sa proximité avec la gare de Lens.
La Compagnie des mines de Lens est nationalisée en 1946, et intègre le Groupe de Lens. En 1952, ce dernier fusionne avec le Groupe de Liévin pour former le Groupe de Lens-Liévin. La fosse no 4 cesse d'extraire en 1961 lorsqu'elle est concentrée sur la fosse no 11 - 19. Elle assure ensuite le service et l'aérage jusqu'à la fermeture de la fosse no 11 - 19 en 1986, le puits est comblé en 1987 et les installations de surface détruites en 1989.
Le carreau de fosse est reconverti en zone industrielle. Au début du XXIe siècle, Charbonnages de France matérialise la tête de puits no 4. Il ne reste rien de la fosse. Les cités et les écoles ont été rénovées.

## La fosse

### Fonçage
La fosse no 4 est commencée en 1862 par la Compagnie des mines de Lens à Lens, à 930 mètres au sud-ouest du clocher de Lens, à 80 mètres à l'est de la route d'Arras, et au sud de la gare de Lens.
L'orifice du puits est situé à l'altitude de 46,22 mètres. Le niveau est passé au moyen d'une seule pompe de 55 centimètres de diamètre, donnant six coups à la minute. La venue d'eau maximale a été de 2 000 hectolitres à l'heure. La diamètre utile du puits est de 4,60 mètres. Le terrain houiller est atteint à la profondeur de 156 mètres ou 159 mètres.
La fosse est baptisée Saint-Louis en l'honneur de Louis Bigo.

### Exploitation

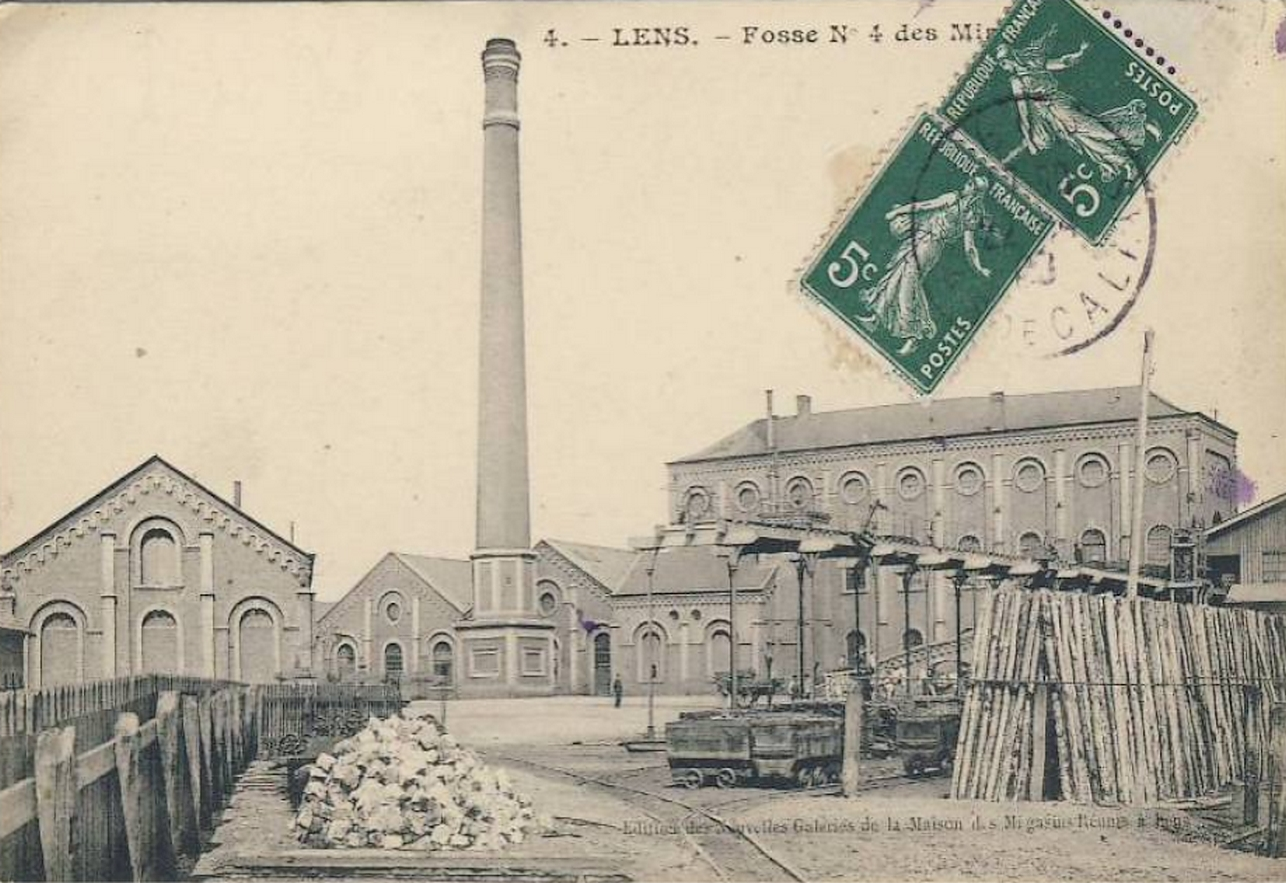
La fosse no 4 avant la guerre.

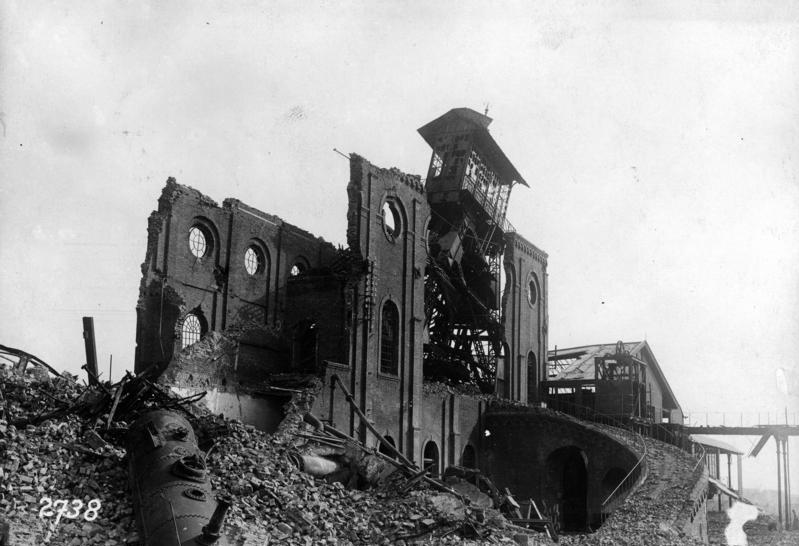
La fosse no 4 détruite.

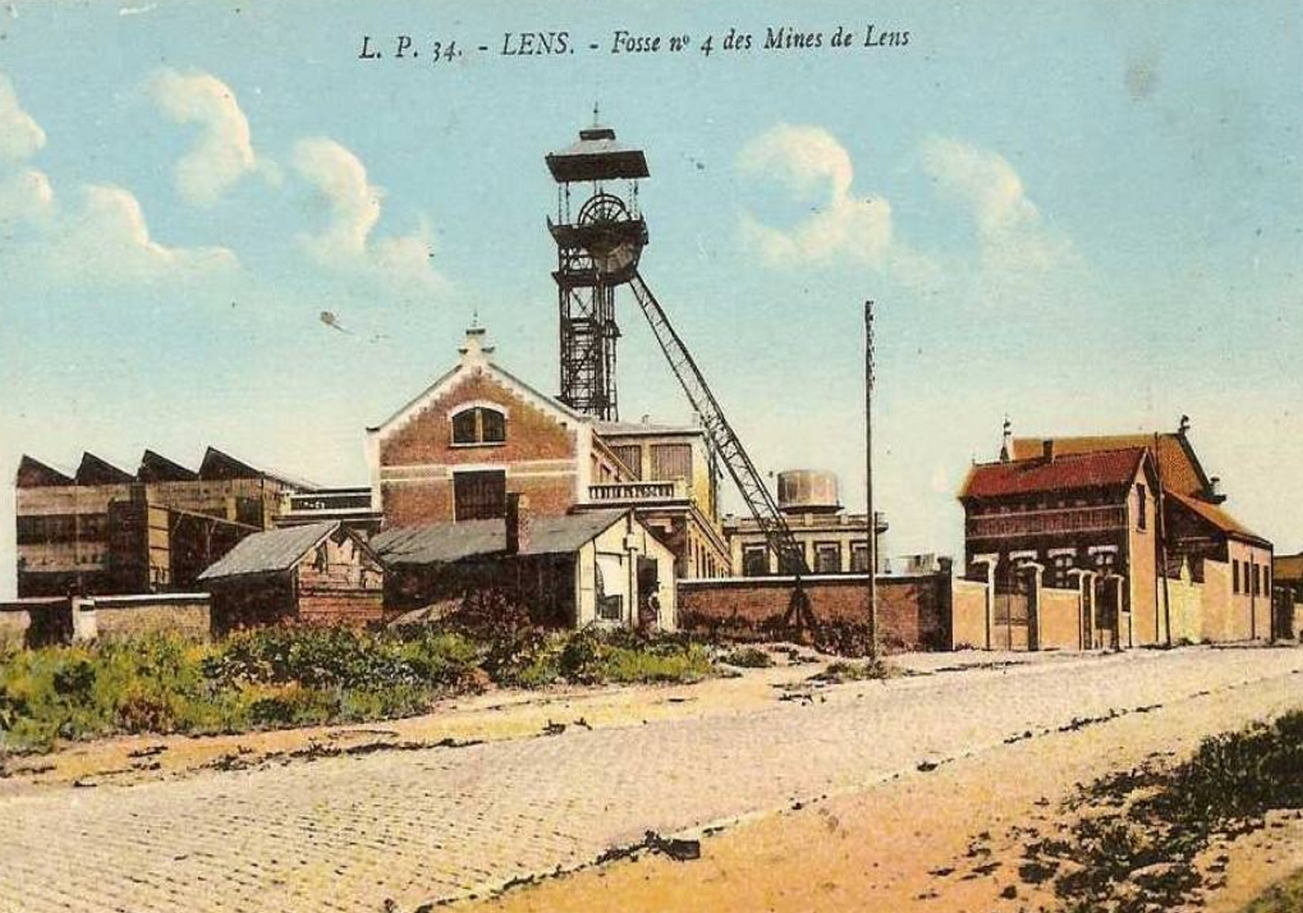
La fosse no 4 reconstruite.

L'exploitation commence à la fin de l'année 1864,,,. De l'eau a été trouvée dans les travaux, son refoulement s'opère avec une machine placé à 250 mètres de profondeur et qui refoule, d'un seul jet, l'eau à la surface. Le puits est profond de 280 mètres.
Dans les années 1890, le puits est profond de 333,01 mètres, et les accrochages sont établis à 201, 253 et 324 mètres.
La fosse est détruite durant la Première Guerre mondiale. Elle est reconstruite suivant le style architectural des mines de Lens d'après-guerre, avec un chevalement métallique. La fosse no 1 est rattachée sur la fosse no 4 en 1929.
Le lavoir et le triage sont très endommagés par les bombardements durant la Seconde Guerre mondiale, à cause de sa proximité avec la gare de Lens.
La Compagnie des mines de Lens est nationalisée en 1946, et intègre le Groupe de Lens. En 1952, le Groupe de Lens fusionne avec le Groupe de Liévin pour former le Groupe de Lens-Liévin. La fosse no 4 cesse d'extraire en 1961 lorsqu'elle est concentrée sur la fosse no 11 - 19, sise à Loos-en-Gohelle à 3 145 mètres au nord-ouest.
Depuis 1966, des soutènement marchants à double cadre type Westfalia sont utilisés avec succès au siège no 4 de Lens. La taille 17 d'Émilie, où un tel soutènement est en service, est un chantier de 144 mètres de long. Elle est équipée d'un rabot « Dora », et sa production dépasse 1 500 tonnes par jour. C'est au pied de cette taille qu'un nouveau type de déversement dit « déversement latéral » est à l'essai. Le déversement des produits de la taille dans le convoyeur répartiteur a souvent été un point délicat, puisqu'il faut faire exécuter aux produits un changement de direction de 90° dans un espace relativement réduit, et ce point de déversement étant mobile, il ne peut pas être fignolé comme le serait une installation fixe. Avec la mécanisation, le problème ne s'arrange pas, puisque les calibres sont très divers et le flot de charbon à transférer plus important. Certains gros blocs ne passent plus, si bien qu'il faut tout stopper pour les casser.
L'idée est alors de ne plus déverser les produits, mais de les déflecter grâce à une lame oblique disposée avant la tête motrice, en travers du convoyeur de taille. Cette lame permet le transfert de presque tous les produits : elle oriente les très gros blocs qui tombent sur le répartiteur sans provoquer de blocages, elle peut être positionnée exactement par vérin hydraulique et possède une broche de cisaillement qui la protège en cas de poussée anormale. Les produits menus passent sous la lame et tombent dans une trappe pratiquée dans le fond du bac. Les chaînes et les palettes se débarrassent de leurs dernières fines dans une gaine entourant le tourteau de la tête motrice, et débouchant au-dessus du répartiteur. ce système présente pour avantages de pouvoir évacuer les gros blocs, les chaînes et les palettes du blindé sont bien nettoyées, il ne se produit plus de bourrage, enfin, la tête motrice et ses organes moteurs sont dégagés et restent propres. Le déversement latéral implique l'utilisation d'un blindé à chaîne triple. Il exige une voie de 3,50 à quatre mètres de large avec un mur suffisant au daisne, et des galeries bien conçues depuis le départ.
En 1969, Sargent Shriver, ambassadeur des États-Unis en France, visite les installations du fond, à l'étage 585, dans la taille à soutènement marchant d'Émilie. Le puits no 4 est ravalé de 710 à 840 mètres. Durant les opérations, quatre mineurs perdent la vie le 14 février, lorsqu'un plancher mobile bascule lors de sa remontée.
La fosse no 4 cesse le service et l'aérage en 1986 à la suite de la fermeture de la fosse no 11 - 19. Le puits, profond de 936 mètres, est remblayé en 1987. Les installations de surface et le chevalement sont détruits en 1989.

### Reconversion
Le carreau de fosse est reconverti en zone industrielle. Au début du XXIe siècle, Charbonnages de France matérialise la tête de puits no 4, à vingt mètres à l'est de l'emplacement réel du puits. Le BRGM y effectue des inspections chaque année. Il ne reste rien de la fosse.

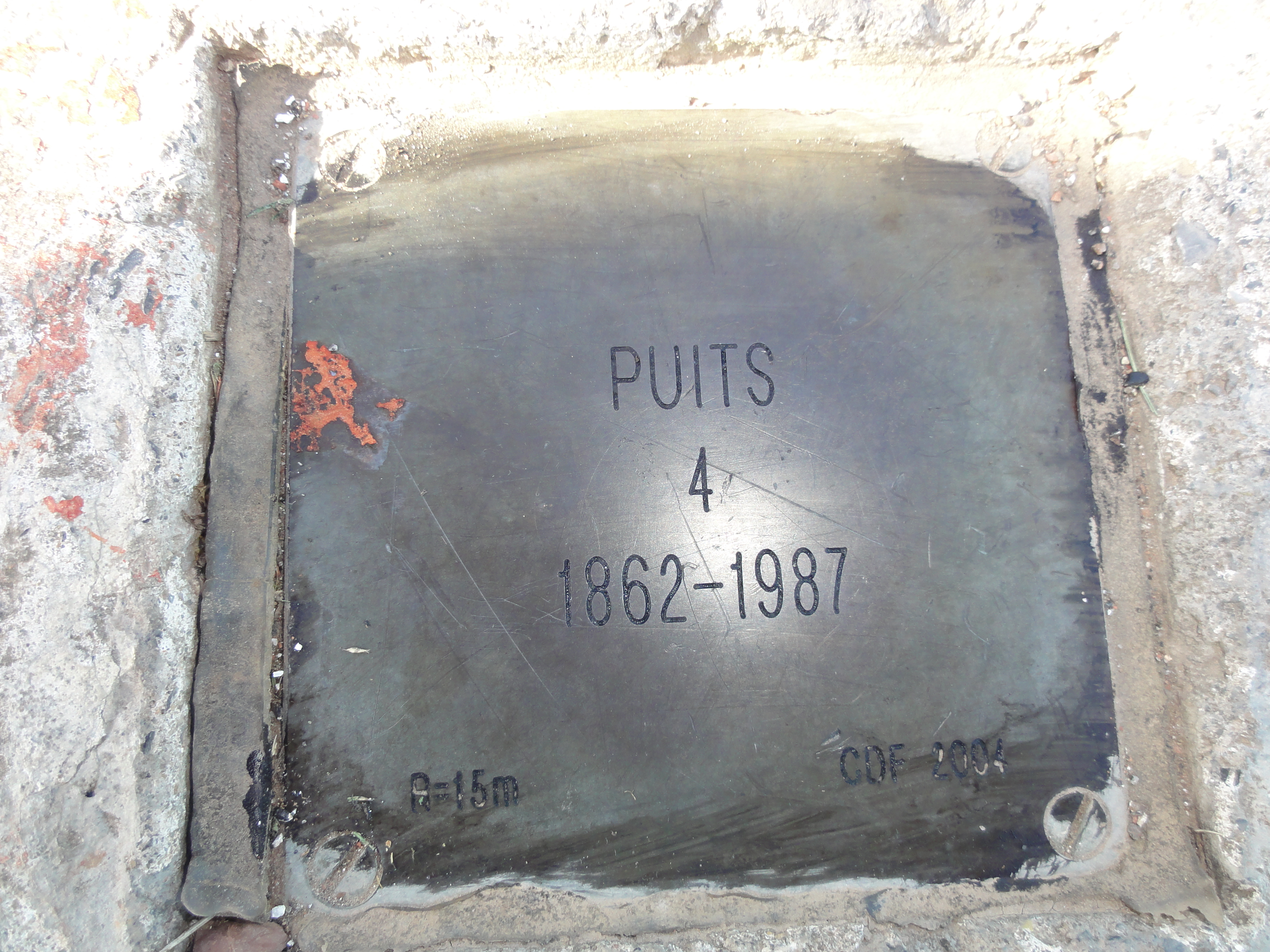
Puits no 4, 1862-1987
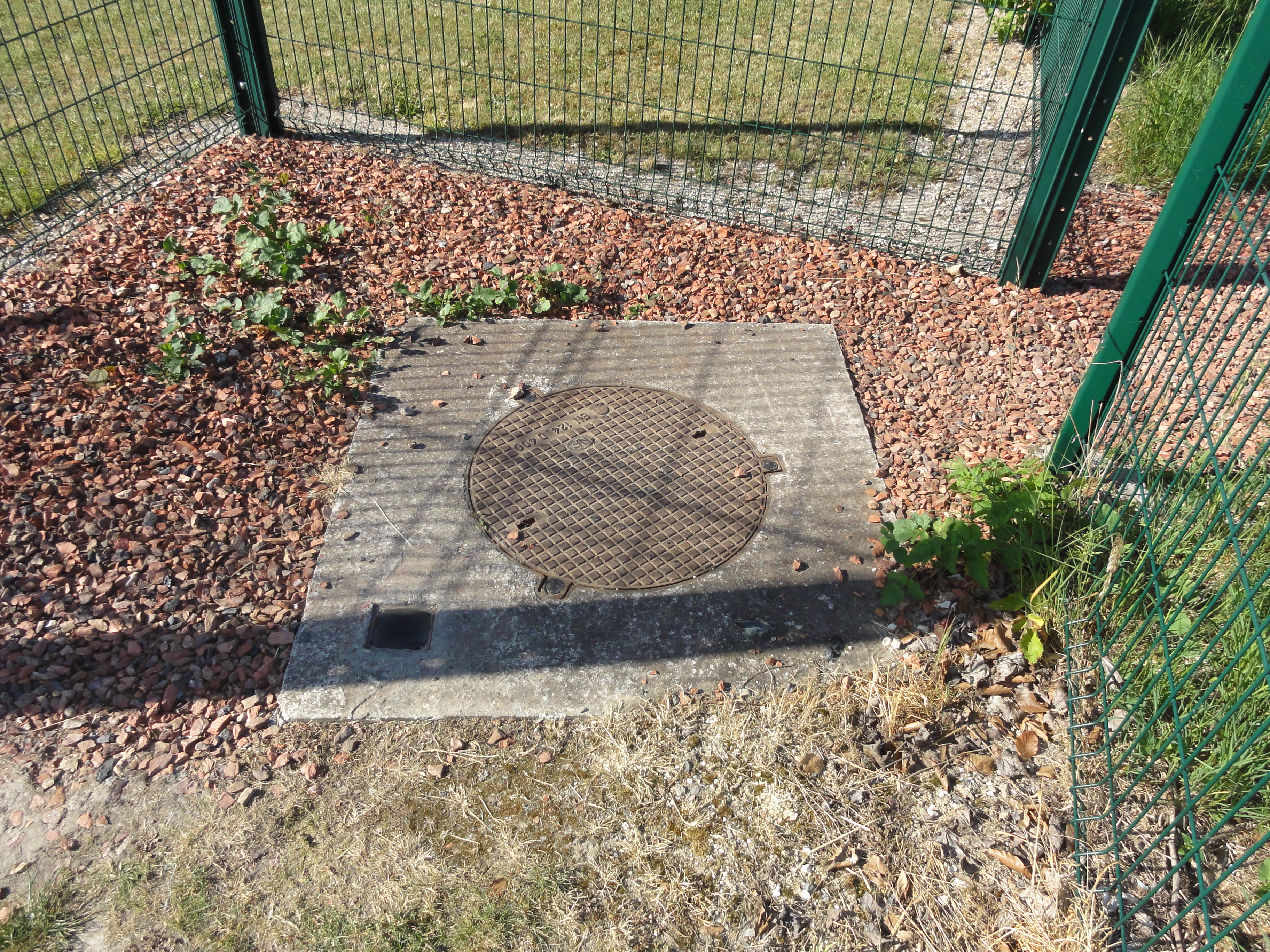
La tête de puits matérialisée.
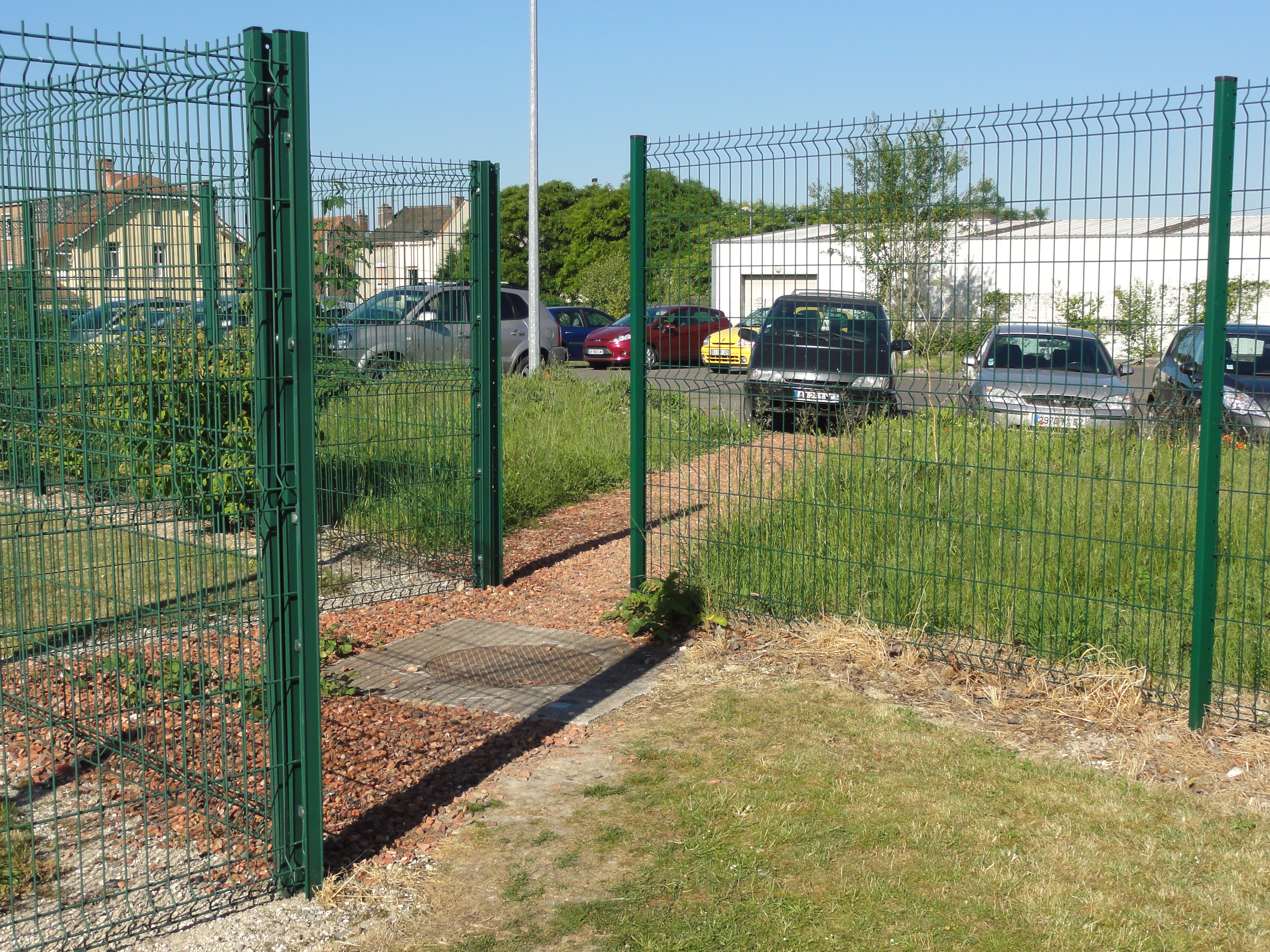
La tête de puits matérialisée dans son environnement.
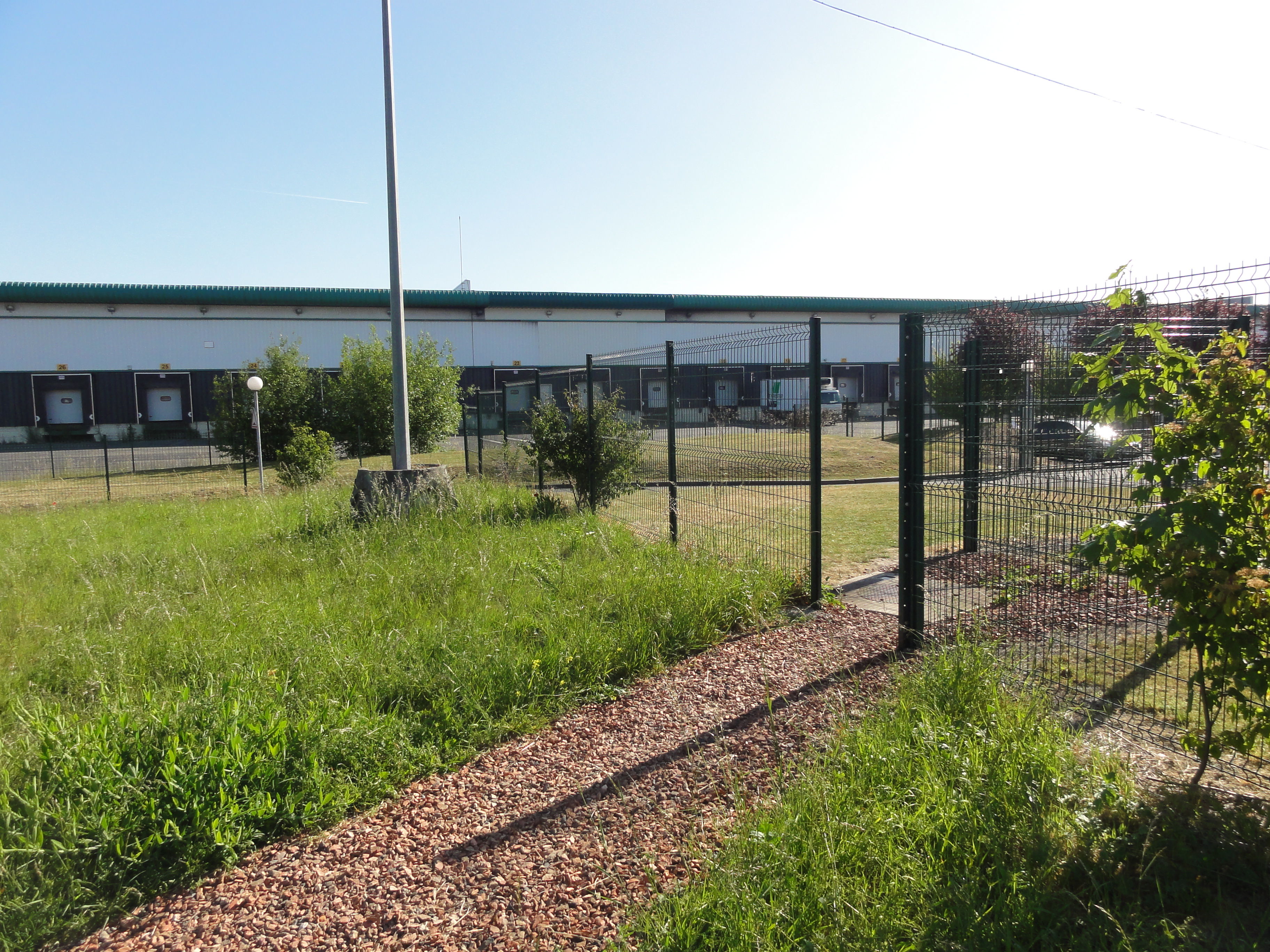
La tête de puits matérialisée dans son environnement.
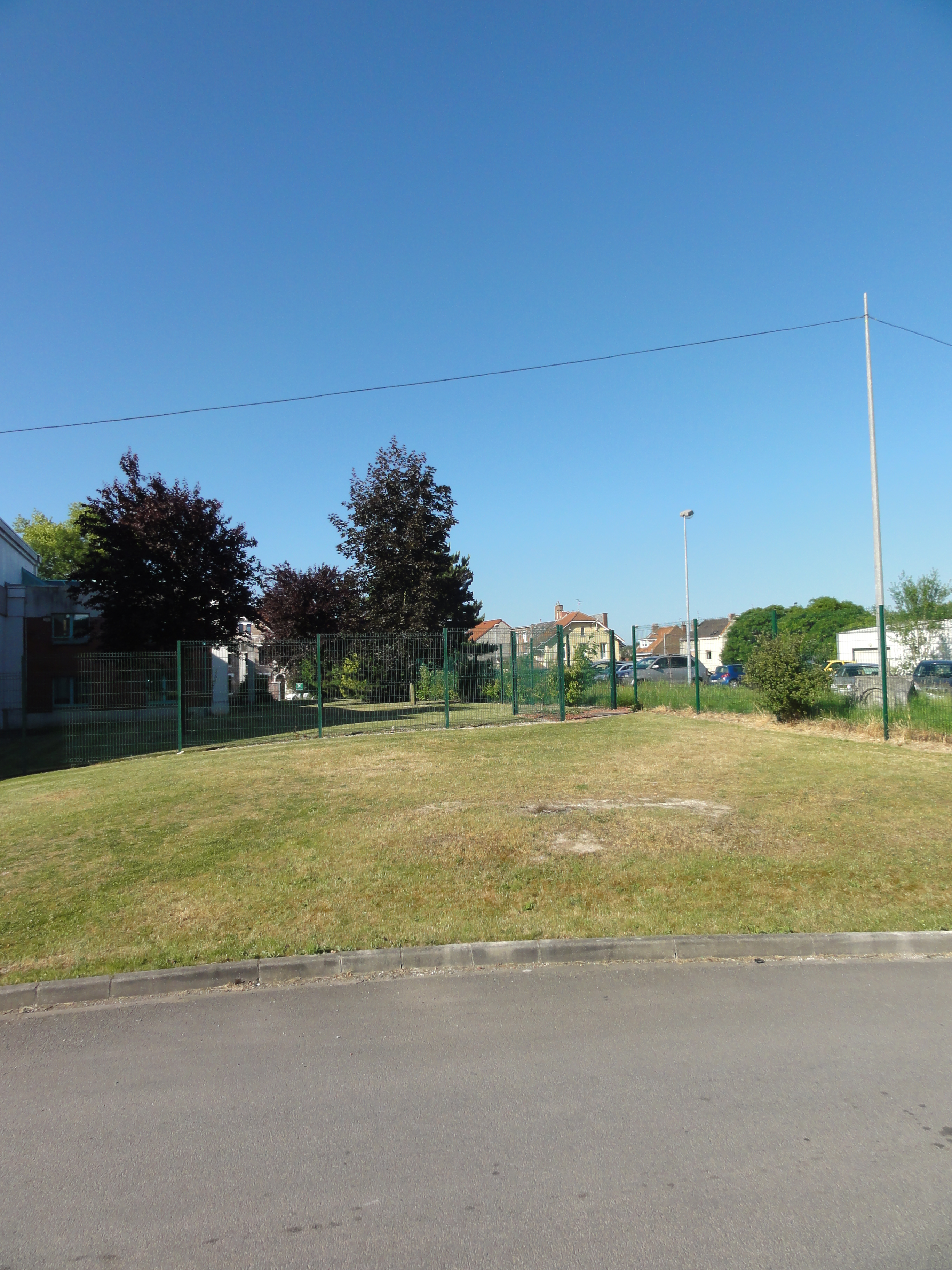
La tête de puits matérialisée dans son environnement.
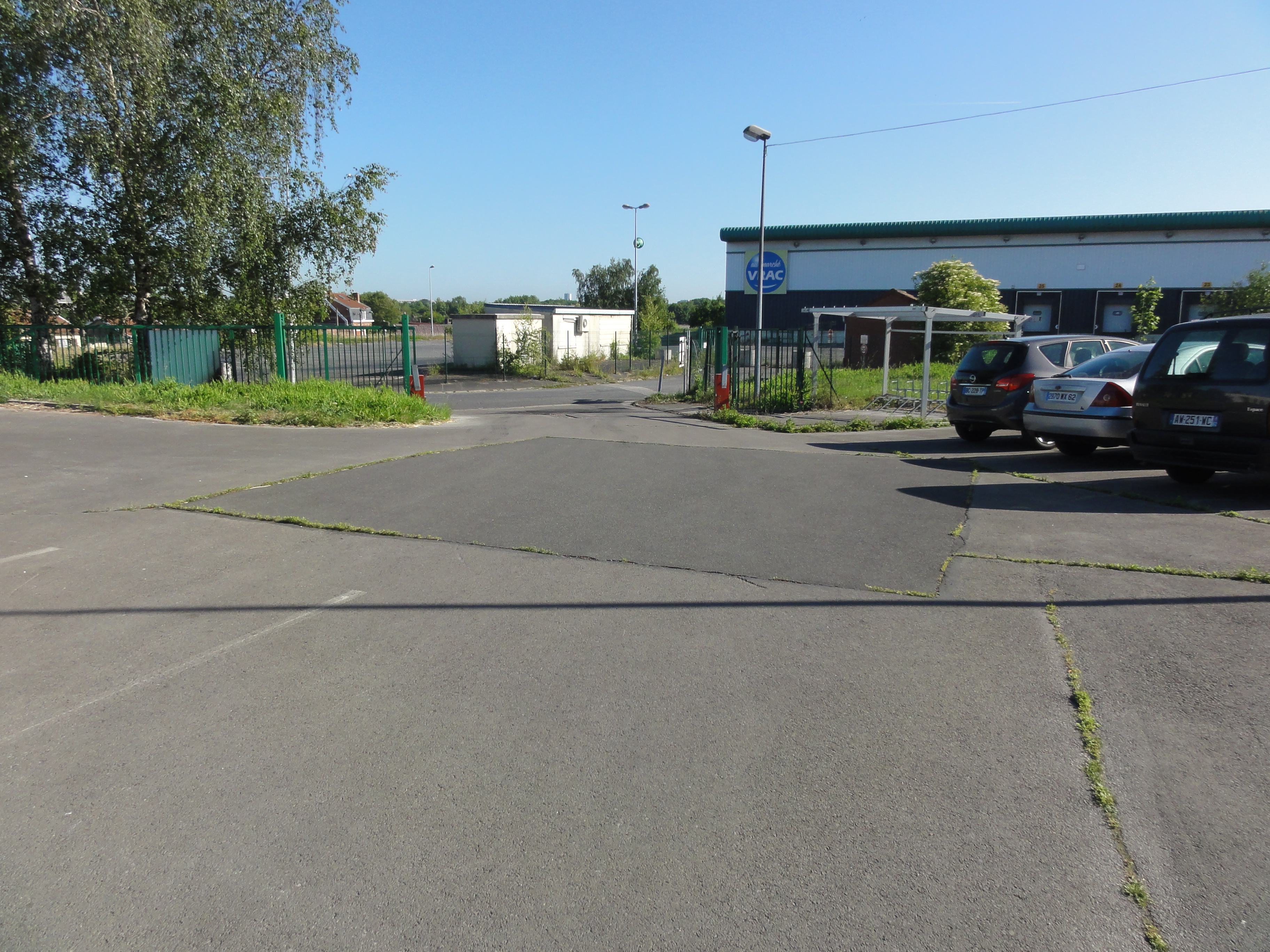
L'emplacement réel du puits.

## Les cités
De vastes cités ont été bâties à l'ouest de la fosse.

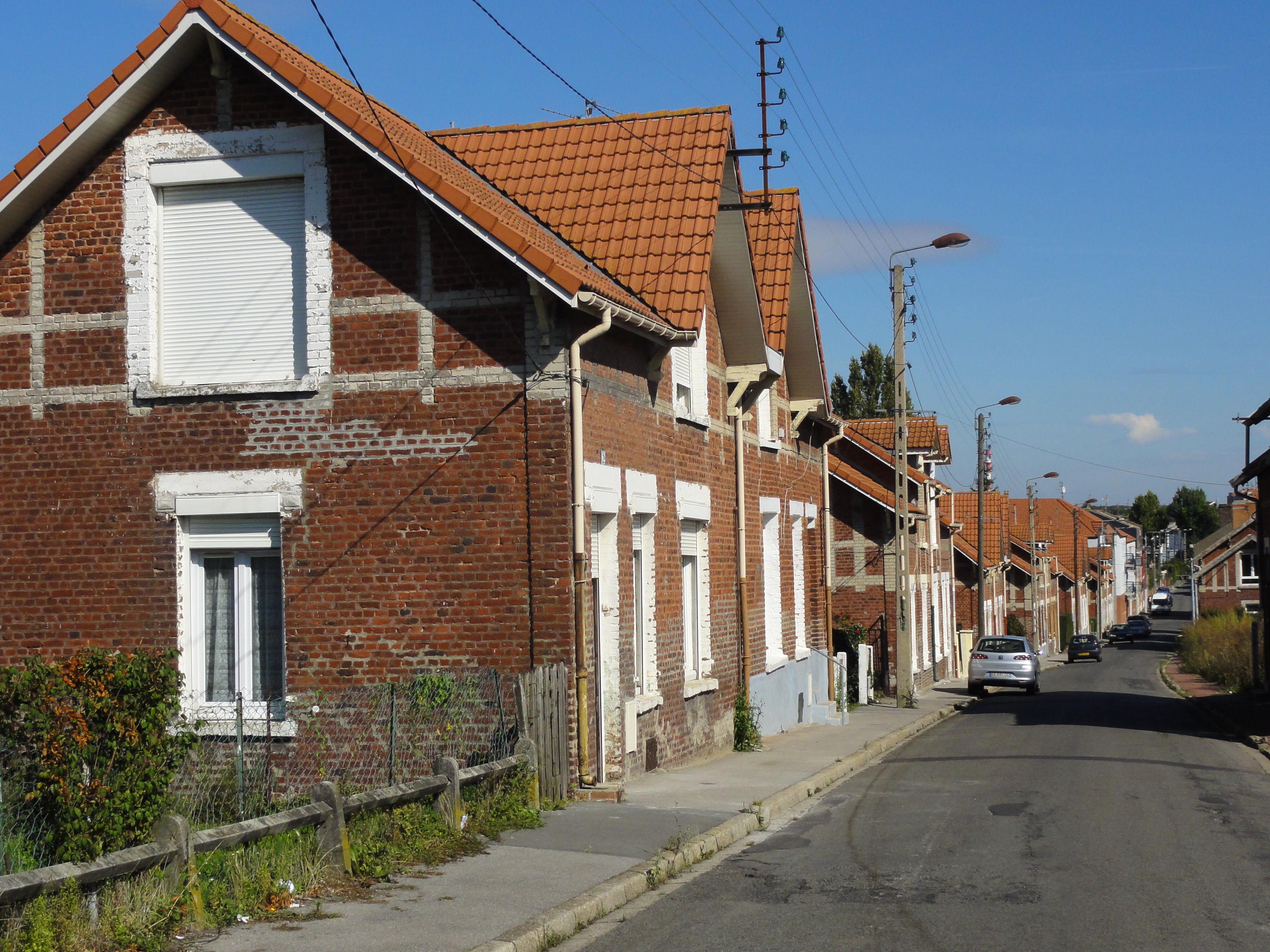
Des habitations groupées par deux.
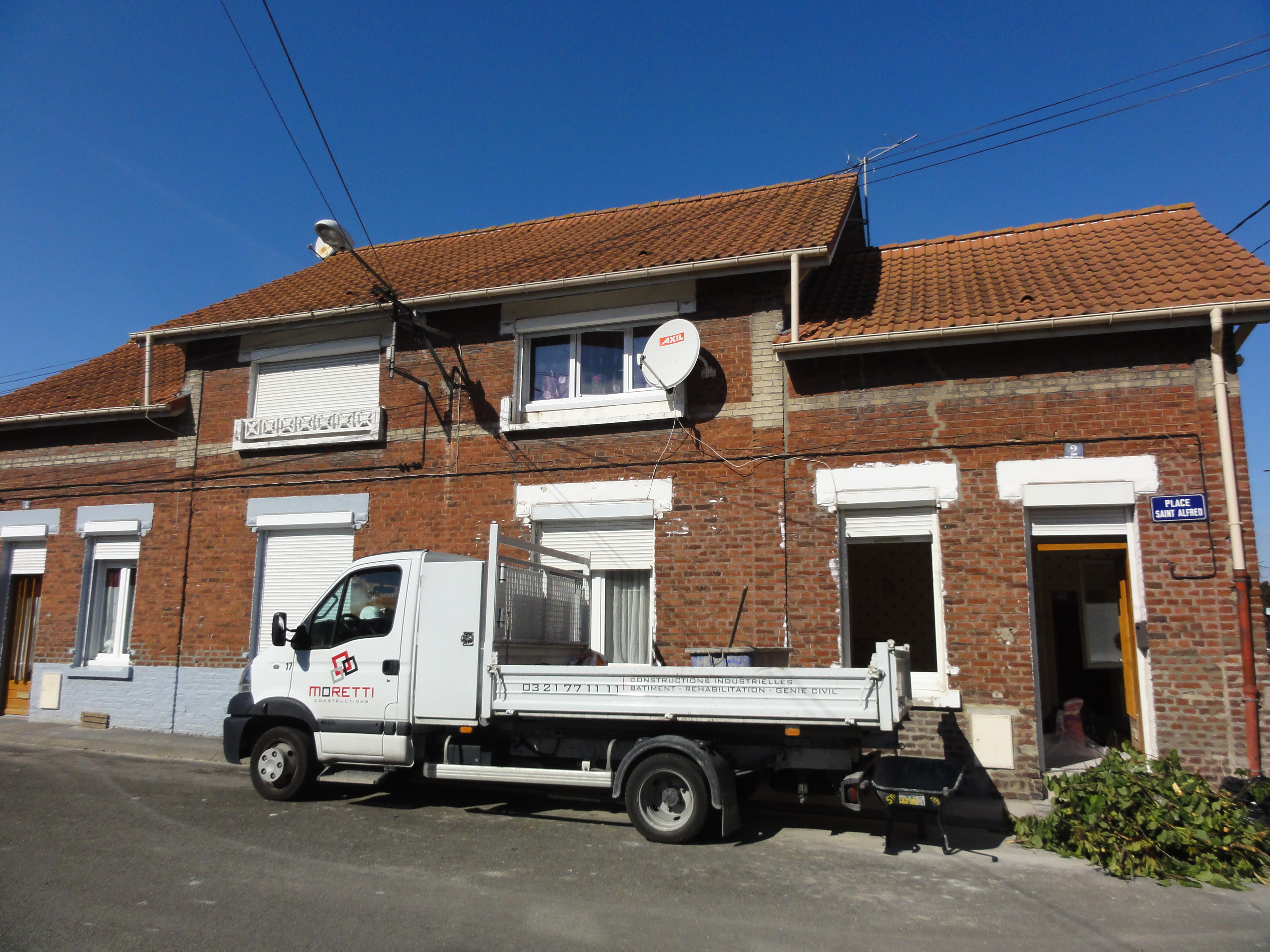
Des habitations groupées par deux en cours de rénovation.
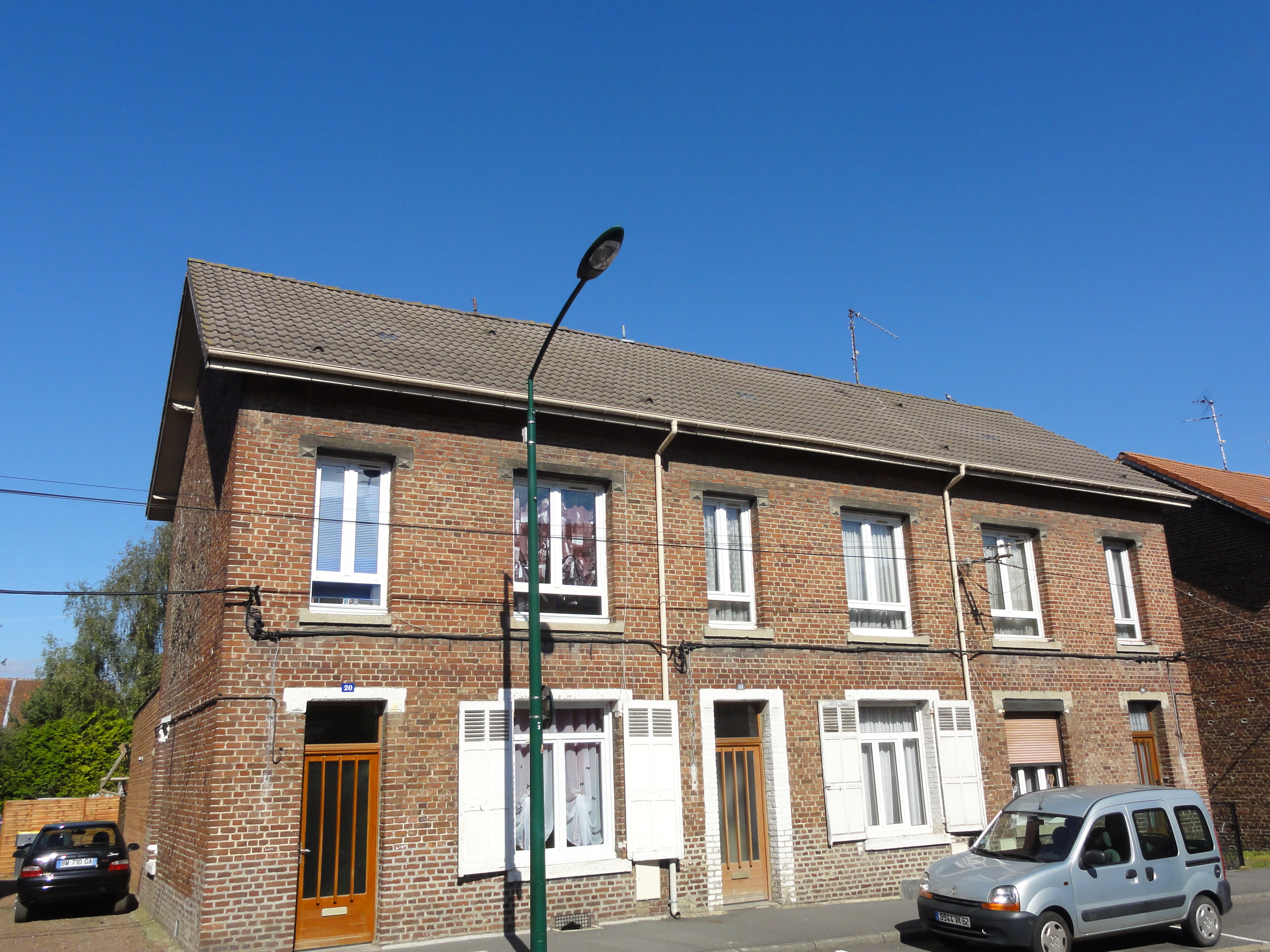
Des habitations groupées par trois.
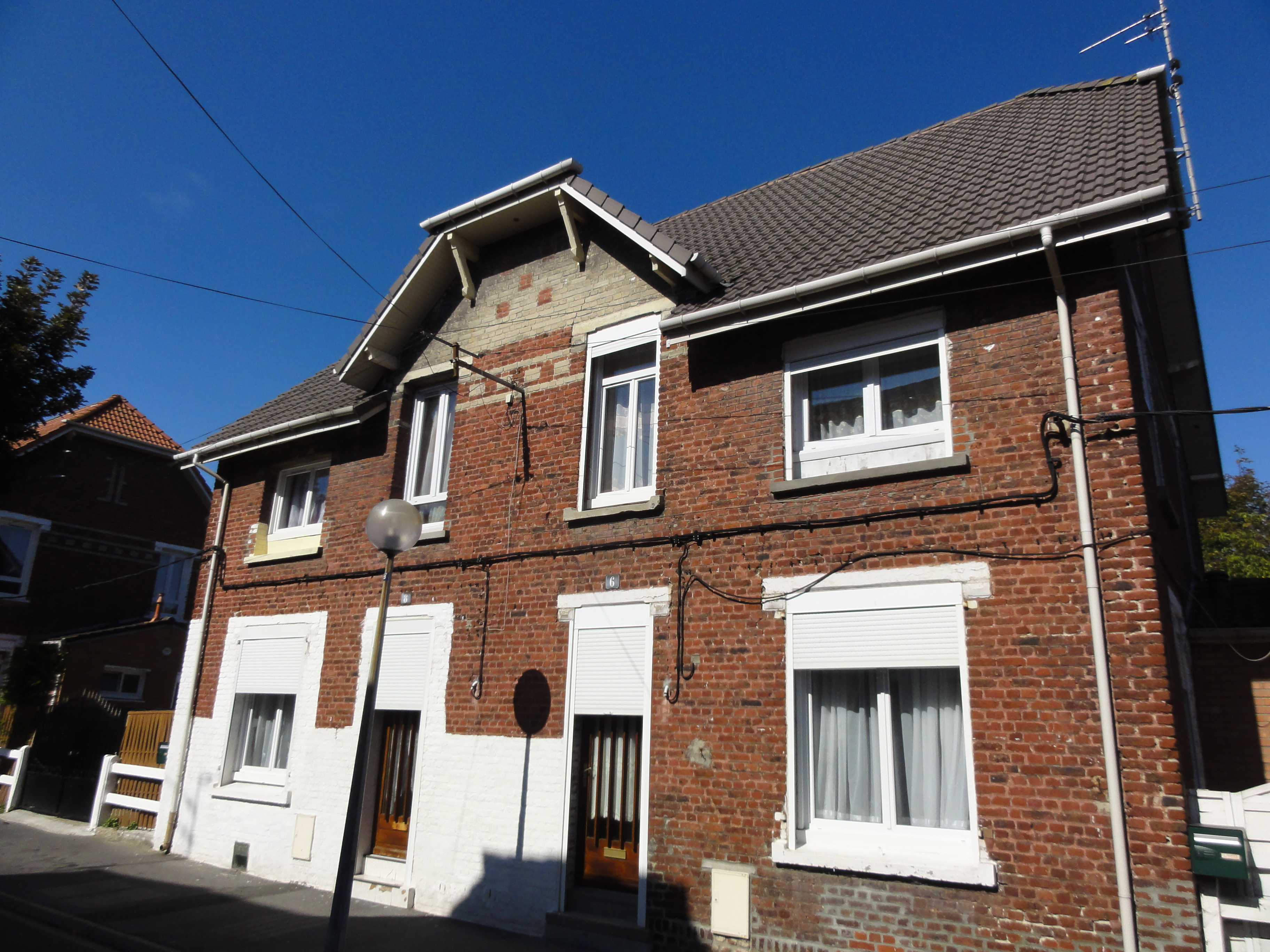
Des habitations groupées par deux.
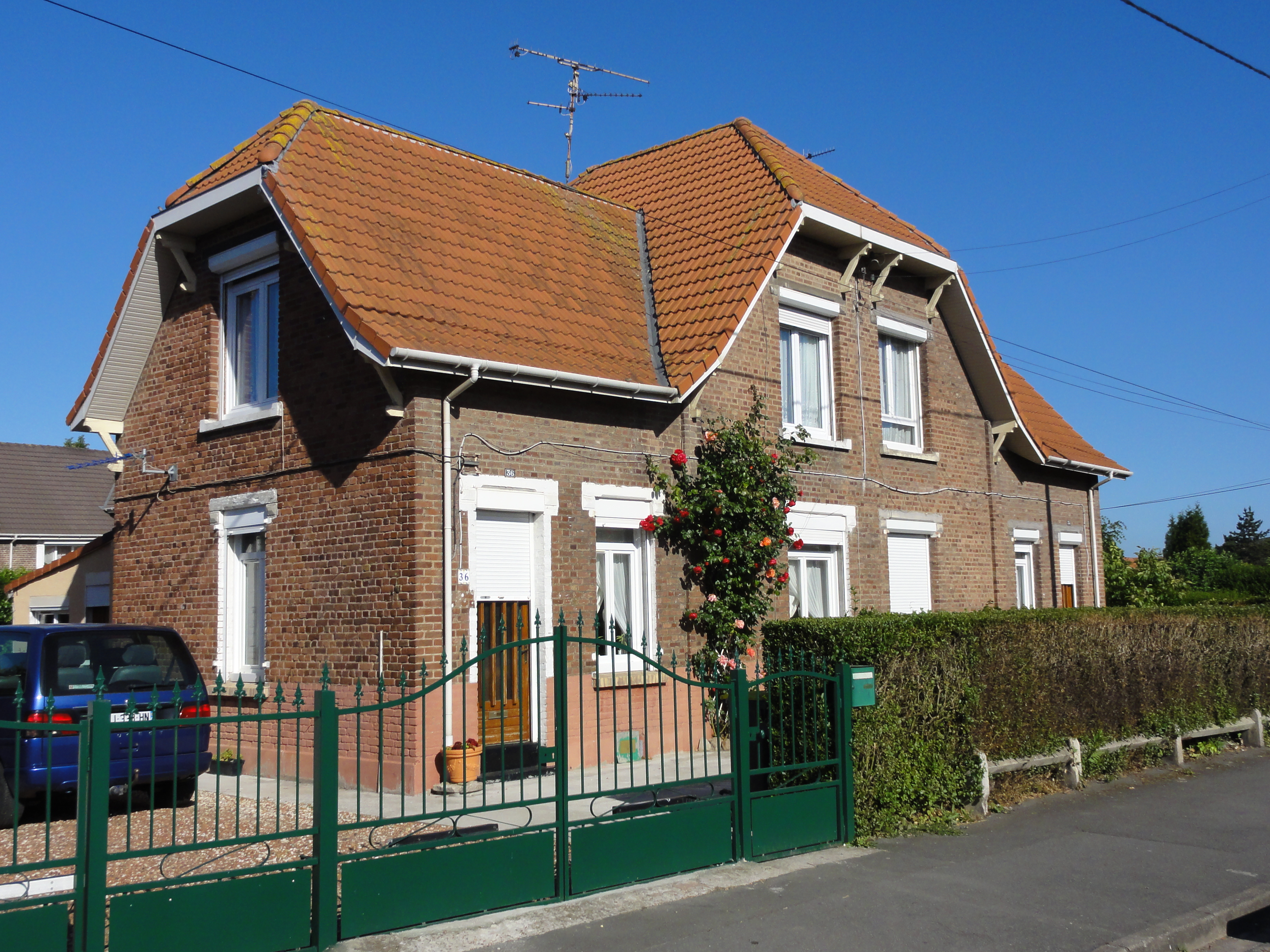
Des habitations groupées par deux.
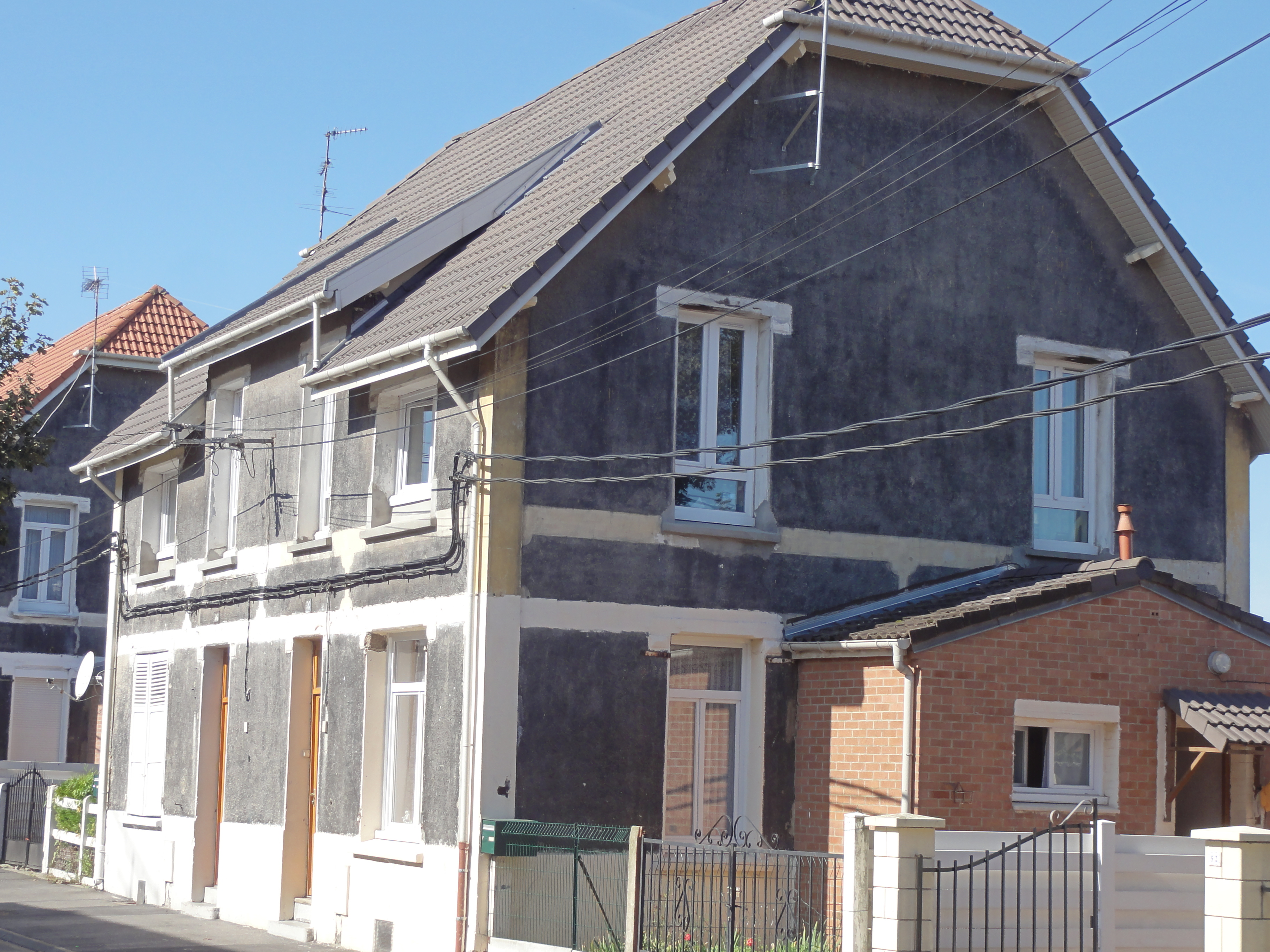
Des habitations groupées par deux.

### Les écoles

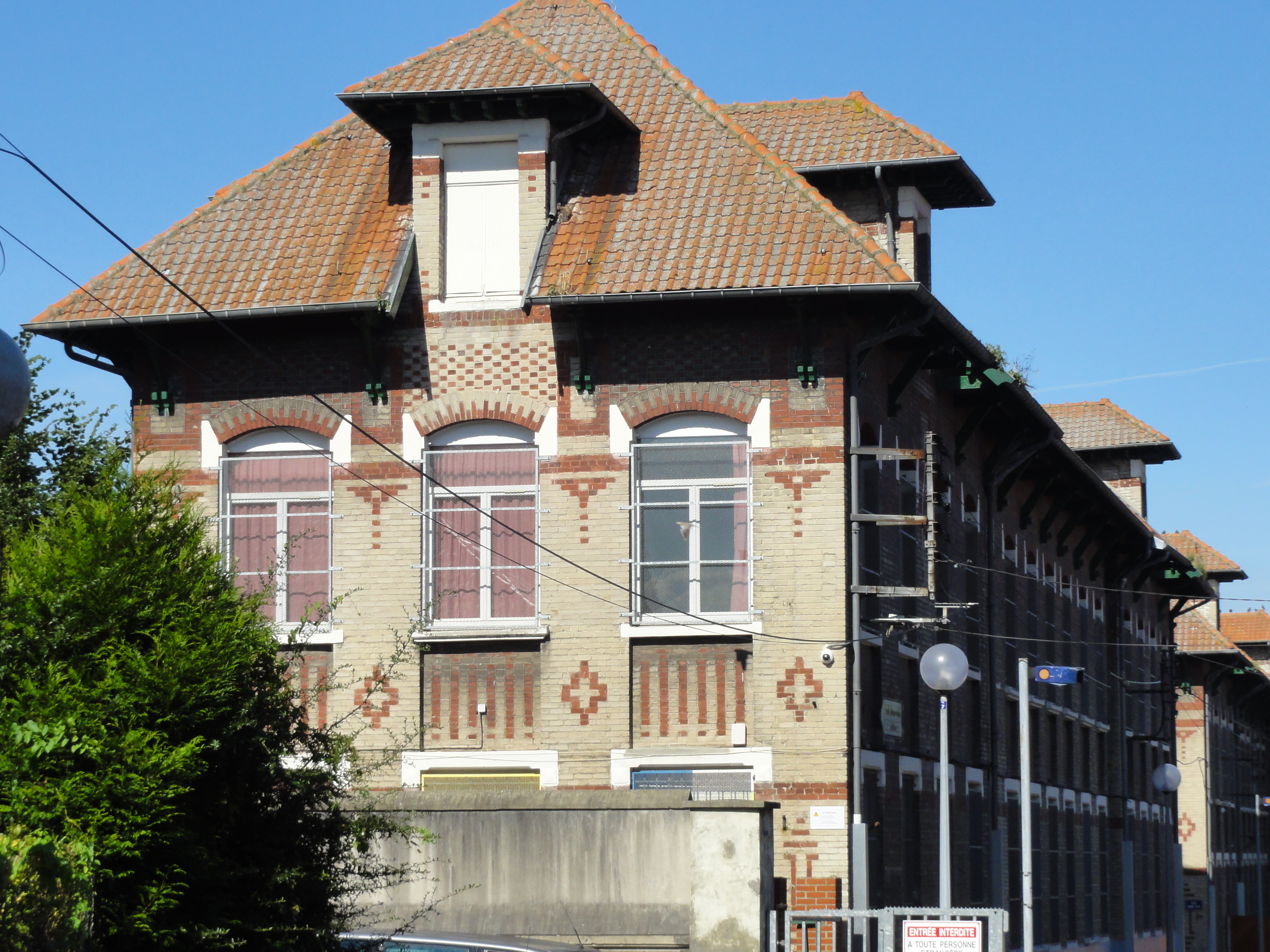
Les écoles.

50° 25′ 34″ N, 2° 48′ 51″ E
Des écoles ont été bâties au cœur des cités.